# Le Menoux
Menoux – miejscowość i gmina we Francji, w Regionie Centralnym, w departamencie Indre.
Według danych na rok 1990 gminę zamieszkiwało 425 osób, a gęstość zaludnienia wynosiła 76 osób/km² (wśród 1842 gmin Regionu Centralnego Menoux plasuje się na 739. miejscu pod względem liczby ludności, natomiast pod względem powierzchni na miejscu 1340.).